# اشتاینهایم ۶۵۶۳
سیارک ۶۵۶۳ (به انگلیسی: 6563 Steinheim، نامگذاری:1991XZ5) شش هزار و پانصد و شصت و سومین سیارک کشف شده‌است که در ۱۱ دسامبر ۱۹۹۱ کشف شد.
قدر مطلق سیارک برابر ۱۴٫۵۰ است.